# Division d'Honneur 1935-1936 (Lussemburgo)
La Division d'Honneur 1935-1936 è stata la 26ª edizione del massimo campionato lussemburghese di calcio. La stagione è iniziata l'8 settembre 1935 ed è terminata il 6 aprile 1936. La squadra CA Spora Luxembourg ha vinto il titolo per la sesta volta nella sua storia.

## Formula
2 punti alla vittoria, un punto al pareggio, nessun punto alla sconfitta.
Le 10 squadre partecipanti si affrontano in un girone di andata e ritorno, per un totale di 18 giornate.

Le ultime due classificate retrocedono direttamente in 1. Division.

## Classifica finale
|                        | Pos. | Squadra                  | Pt | G  | V  | N | P  | GF | GS | DR  |
| ---------------------- | ---- | ------------------------ | -- | -- | -- | - | -- | -- | -- | --- |
| Lussemburgo (bandiera) | 1.   | Spora Luxembourg         | 28 | 18 | 13 | 2 | 3  | 71 | 28 | +43 |
|                        | 2.   | Jeunesse Esch            | 26 | 18 | 12 | 2 | 4  | 50 | 21 | +29 |
|                        | 3.   | Red Boys Differdange     | 22 | 18 | 10 | 2 | 6  | 58 | 36 | +22 |
|                        | 4.   | US Dudelange             | 19 | 18 | 8  | 3 | 7  | 55 | 49 | +6  |
|                        | 5.   | Fola Esch                | 17 | 18 | 7  | 3 | 8  | 43 | 34 | +9  |
|                        | 6.   | Union Luxembourg         | 17 | 18 | 8  | 1 | 9  | 34 | 48 | -14 |
|                        | 7.   | Red Black Pfaffenthal    | 16 | 18 | 8  | 0 | 10 | 34 | 68 | -34 |
|                        | 8.   | Aris Bonnevoie           | 15 | 18 | 7  | 1 | 10 | 33 | 60 | -27 |
|                        | 9.   | Differdange              | 11 | 18 | 5  | 1 | 12 | 42 | 51 | -9  |
|                        | 10.  | The National Schifflange | 9  | 18 | 4  | 1 | 13 | 27 | 52 | -25 |

Legenda:

      Campione del Lussemburgo 1936-1937

      Retrocesse in 1. Division 1936-1937

### Calendario
| Andata (1ª) | Andata (1ª) | Prima giornata        | Ritorno (10ª) | Ritorno (10ª) |
|             |             |                       |               |               |
| 8 set. 1935 | 1-5         | AS Differdange-Spora  | 1-3           | 16 dic. 1935  |
| 8 set. 1935 | 5-2         | Jeunesse-US Dudelange | 1-1           | 16 dic. 1935  |
| 8 set. 1935 | 1-1         | National-Fola         | 1-3           | 16 dic. 1935  |
| 8 set. 1935 | 3-1         | Red Black-Aris        | 0-1           | 16 dic. 1935  |
| 8 set. 1935 | 4-3         | Union-Red Boys        | 1-4           | 16 dic. 1935  |

| Andata (2ª)  | Andata (2ª) | Seconda giornata       | Ritorno (11ª) | Ritorno (11ª) |
|              |             |                        |               |               |
| 15 set. 1935 | 4-0         | Aris-National          | 0-8           | 22 dic. 1935  |
| 15 set. 1935 | 2-0         | Fola-AS Differdange    | 7-4           | 22 dic. 1935  |
| 15 set. 1935 | 1-4         | Red Boys-Jeunesse      | 2-2           | 22 dic. 1935  |
| 15 set. 1935 | 2-1         | Spora-Union            | 2-0           | 22 dic. 1935  |
| 15 set. 1935 | 2-0         | US Dudelange-Red Black | 2-3           | 15 mar. 1936  |

| Andata (3ª)  | Andata (3ª) | Terza giornata        | Ritorno (12ª) | Ritorno (12ª) |
|              |             |                       |               |               |
| 22 set. 1935 | 0-1         | AS Differdange-Aris   | 4-1           | 2 mar. 1936   |
| 22 set. 1935 | 9-0         | Jeunesse-Union        | 0-1           | 2 mar. 1936   |
| 22 set. 1935 | 2-3         | National-US Dudelange | 2-6           | 2 mar. 1936   |
| 22 set. 1935 | 2-5         | Red Black-Red Boys    | 1-6           | 2 mar. 1936   |
| 22 set. 1935 | 4-2         | Spora-Fola            | 4-3           | 2 mar. 1936   |

| Andata (4ª)  | Andata (4ª) | Quarta giornata             | Ritorno (13ª) | Ritorno (13ª) |
|              |             |                             |               |               |
| 29 set. 1935 | 2-1         | Aris-Fola                   | 2-5           | 19 gen. 1936  |
| 29 set. 1935 | 1-0         | Jeunesse-Spora              | 2-1           | 19 gen. 1936  |
| 29 set. 1935 | 4-2         | Union-Red Black             | 4-5           | 19 gen. 1936  |
| 29 set. 1935 | 0-1         | US Dudelange-AS Differdange | 5-5           | 19 gen. 1936  |
| 29 dic. 1935 | 4-0         | Red Boys-National           | 0-1           | 19 gen. 1936  |

| Andata (5ª)  | Andata (5ª) | Quinta giornata         | Ritorno (14ª) | Ritorno (14ª) |
|              |             |                         |               |               |
| 20 ott. 1935 | 1-3         | AS Differdange-Red Boys | 1-5           | 26 gen. 1936  |
| 20 ott. 1935 | 1-2         | Fola-US Dudelange       | 1-3           | 26 gen. 1936  |
| 20 ott. 1935 | 1-3         | National-Union          | 0-3           | 26 gen. 1936  |
| 20 ott. 1935 | 0-4         | Red Black-Jeunesse      | 1-5           | 26 gen. 1936  |
| 20 ott. 1935 | 2-2         | Spora-Aris              | 3-4           | 26 gen. 1936  |

| Andata (6ª)  | Andata (6ª) | Sesta giornata       | Ritorno (15ª) | Ritorno (15ª) |
|              |             |                      |               |               |
| 27 ott. 1935 | 4-0         | Jeunesse-National    | 0-1           | 6 apr. 1936   |
| 27 ott. 1935 | 0-7         | Red Black-Spora      | 0-11          | 6 apr. 1936   |
| 27 ott. 1935 | 0-0         | Red Boys-Fola        | 3-2           | 6 apr. 1936   |
| 27 ott. 1935 | 3-1         | Union-AS Differdange | 0-7           | 6 apr. 1936   |
| 27 ott. 1935 | 10-2        | US Dudelange-Aris    | 2-6           | 6 apr. 1936   |

| Andata (7ª)  | Andata (7ª) | Settima giornata        | Ritorno (16ª) | Ritorno (16ª) |
|              |             |                         |               |               |
| 17 nov. 1935 | 1-2         | Aris-Red Boys           | 0-9           | 23 feb. 1936  |
| 17 nov. 1935 | 1-2         | AS Differdange-Jeunesse | 5-2           | 23 feb. 1936  |
| 17 nov. 1935 | 1-1         | Fola-Union              | 3-0           | 23 feb. 1936  |
| 17 nov. 1935 | 1-2         | National-Red Black      | 2-4           | 23 feb. 1936  |
| 17 nov. 1935 | 4-4         | Spora-US Dudelange      | 5-1           | 23 feb. 1936  |

| Andata (8ª)  | Andata (8ª) | Ottava giornata          | Ritorno (17ª) | Ritorno (17ª) |
|              |             |                          |               |               |
| 25 nov. 1935 | 2-0         | Jeunesse-Fola            | 0-2           | 3 mag. 1936   |
| 25 nov. 1935 | 1-6         | National-Spora           | 0-3           | 22 mar. 1936  |
| 25 nov. 1935 | 2-1         | Red Black-AS Differdange | 4-3           | 22 mar. 1936  |
| 25 nov. 1935 | 3-2         | Red Boys-US Dudelange    | 3-5           | 22 mar. 1936  |
| 25 nov. 1935 | 1-2         | Union-Aris               | 3-1           | 22 mar. 1936  |

| Andata (9ª) | Andata (9ª) | Nona giornata           | Ritorno (18ª) | Ritorno (18ª) |
|             |             |                         |               |               |
| 8 dic. 1935 | 1-4         | Aris-Jeunesse           | 2-3           | 29 mar. 1936  |
| 8 dic. 1935 | 2-1         | AS Differdange-National | 4-5           | 29 mar. 1936  |
| 8 dic. 1935 | 6-1         | Fola-Red Black          | 3-4           | 29 mar. 1936  |
| 8 dic. 1935 | 5-2         | Spora-Red Boys          | 4-3           | 29 mar. 1936  |
| 8 dic. 1935 | 2-3         | US Dudelange-Union      | 3-2           | 29 mar. 1936  |